# Krtov
Krtov (en allemand : Kirtau) est une commune du district de Tábor, dans la région de Bohême-du-Sud, en République tchèque. Sa population s'élevait à 158 habitants en 2020.

## Géographie
Krtov se trouve à 14 km au sud-est de Tábor, à 49 km au nord-est de České Budějovice et à 86 km au sud-sud-est de Prague.
La commune est limitée par Radenín au nord, par Chrbonín et Mlýny à l'est, par Choustník au sud et par Skopytce et Dlouhá Lhota à l'ouest.

## Histoire
La première mention écrite du village date de 1379.